# Violinkonzert (Wetz)
Das Violinkonzert h-Moll op. 57 ist das einzige konzertante Orchesterwerk von Richard Wetz und gleichzeitig dessen letzte noch zur Vollendung gelangte größere Komposition.

## Entstehungsgeschichte
Ende Dezember 1931 beklagte sich Wetz, dessen kreative Energien damals bereits seit 15 Monaten von einer Schreibblockade gehemmt wurden, in einem Brief: "Das Jahr 1931 war das blödeste in meinem Leben; aber ich denke 1932 werden die Quellen wieder sprießen." Er sollte recht behalten, denn zehn Jahre nach Beendigung seiner dritten Symphonie (1922) begann er wieder, an einem großen Orchesterwerk zu komponieren. Das Violinkonzert wurde im September 1932 beendet. Am 29. Mai 1933 fand unter der Leitung des Komponisten in dessen Heimatstadt Erfurt die Uraufführung des Werkes statt. Solist war der Geiger Robert Reitz, dem das Konzert auch gewidmet ist.

## Das Werk

Titelblatt des Erstdrucks (Klavierauszug, 1933)

Das einsätzige, ca. 30-minütige Violinkonzert unterscheidet sich in seiner Anlage grundlegend von Wetz’ früheren Instrumentalwerken. Während er in seinen zwischen 1915 und 1922 entstandenen Symphonien möglichst versuchte, dem traditionellen Formenkanon zu entsprechen, ist op. 57 keinem vorgefertigten Schema mehr verpflichtet. Offenbar hat sich der Komponist in diesem Punkt von der Klaviersonate des von ihm verehrten Franz Liszt inspirieren lassen, mit der sein Konzert die Tonart gemeinsam hat. Unter den Violinkonzerten spätromantischer Prägung steht Wetz’ Werk das ein Jahrzehnt zuvor entstandene Violinkonzert Hans Pfitzners am nächsten, ebenfalls ein h-Moll-Werk in einem Satz. Verglichen mit dem Pfitzner-Konzert weist das Wetz-Konzert allerdings deutlich stärker rhapsodische Züge auf. Die Solo-Violine versteht Wetz eher als Primus inter Pares. Ähnlich den Konzerten von Beethoven und Brahms kommt dem rein musikalischen Element ein höherer Rang zu, als dem virtuosen.
Wetz’ op. 57 ist als freie Entwicklungsform angelegt. Klar abgegrenzte Expositionsabschnitte gibt es hier genauso wenig wie Reprisen in Sinne der Sonatenhauptsatzform. Mit Begriffen wie "entwickelnde Variation" oder "permanente Durchführung" lässt sich wohl am treffendsten die formale Anlage beschreiben.
Das Werk beginnt (Etwas gehalten, überwiegend 4/4-Takt) mit einer Art Präludium, das mit einer auftaktigen, abfallenden Quinte in den Pauken anhebt. Sie bildet, später vor allem in ihrer Umkehrung als aufsteigende Quarte, zusammen mit dem unmittelbar folgenden, ebenfalls auftaktigen Terzmotiv der Hörner den motivischen Kern des ganzen Konzertes. Die Solovioline setzt mit improvisationsartigen Passagen ein. Erst allmählich schälen sich  prägnantere thematische Konturen heraus. Als besonders wichtig für den weiteren Fortgang erweisen sich ein zunächst fast unscheinbar anmutendes Holzbläserthema sowie eine gesangliche Streichermelodie in E-Dur (Ruhig und ausdrucksvoll, 4/8-Takt). Nach einem an die Eingangspassage des Soloinstrumentes erinnernden Abschnitt erfolgt eine durch stark punktierte Rhythmen gekennzeichnete Steigerung auf deren Höhepunkt das Holzbläserthema nun als prachtvoller Blechbläserchoral erscheint. Darauf schließt sich ein Teil an, der vor allem auf dem gesanglichen Thema fußt. Er mündet in ein neues Thema (Mäßig bewegt, h-Moll), das aus der Verknüpfung des Chorals mit der E-Dur-Melodie gebildet ist und nun an Stelle der letzteren verarbeitet wird. Ab hier dominiert für den Rest des Werkes der 3/4-Takt. Im nächsten Teil tritt ein lebhaftes Tanzthema in D-Dur (Straff und entschieden) auf, eine Variation des Chorals. Bald kommt aber das neue Thema des vorhergehenden Abschnittes hinzu und die Musik nimmt einen nachdenklicheren Charakter an. Am Ende erscheint auch der Choral noch einmal, nun aber dem Dreiertakt assimiliert. Ein umfangreicher Schlussteil (Im ersten Zeitmaß, h-Moll, teilweise H-Dur) greift auf die vorhergehenden Abschnitte zurück und setzt deren Elemente in neue Beziehungen. Nachdem das Tanzthema wieder erschienen ist, beruhigt sich das Geschehen und leitet nahtlos zu einer vom Komponisten ausgeschriebenen, orchesterbegleiteten Kadenz des Soloinstrumentes über. Dieser schließt sich noch einmal das 3/4-Takt-Gesangssthema an. Eine kurze, vorwärtsdrängende Coda, vorrangig auf Material der Konzerteinleitung und dem Tanzthema aufgebaut, beendet das Konzert in heftigem h-Moll.